# ليزلي إس. هودسون
ليزلي إس. هودسون (بالإنجليزية: Leslie S. Hodgson)‏ هو مهندس معماري أمريكي، ولد في 18 ديسمبر 1879، وتوفي في 24 يوليو 1947.